# كانداس باركر
وإسمها الكامل كانداس نيكولا باركر (بالإنجليزية: Candace Nicole Parker)‏ وهي لاعبة كرة سلة أمريكية في مؤسسة النساء الدولية لكرة السلة مع نادي لوس أنجلوس سباركس ولدت في يوم 19 أبريل 1986 في مدينة سانت لويس، ميزوري في الولايات المتحدة يبلغ طولها 193 سم كما أنها سبق لها اللعب في روسيا.

## روابط خارجية
- كانداس باركر على موقع IMDb (الإنجليزية)
- كانداس باركر على موقع قاعدة بيانات الفيلم (الإنجليزية)
- كانداس باركر على موقع الاتحاد الدولي لكرة السلة (الإنجليزية)
- كانداس باركر على موقع الاتحاد الوطني لكرة السلة النسائية (الإنجليزية)
- كانداس باركر على موقع كرة السلة الأوروبية.كوم (الإنجليزية)
- كانداس باركر على موقع كلية كرة السلة في سبورتس رفرنس.كوم (الإنجليزية)
- كانداس باركر على موقع بروبوليرز (الإنجليزية)
- كانداس باركر على موقع سبورتس رفرنس (الإنجليزية)
- كانداس باركر على موقع سبورتس رفرنس (الإنجليزية)
- كانداس باركر على موقع أوليمبيديا (الإنجليزية)